# Chandel
Chandel är ett distrikt i Indien.   Det ligger i delstaten Manipur, i den östra delen av landet, 1 700 km öster om huvudstaden New Delhi.